# Zaanlander
Zaanlander is een Nederlands kaasmerk dat sinds 1919 exclusief voor Albert Heijn wordt gemaakt. Deze kaas wordt aangeboden in verschillende rijpingsstadia, van jonge tot oude kaas, en daarnaast onder meer als komijnekaas.
Zaanlander is een soort Goudse kaas met een fantasienaam. Net als kaassoorten als Maaslander, Sparwoudse van de Spar en Old Amsterdam verwijst de benaming niet naar de streek van herkomst van de kaas of melk. In dit specifieke geval is de naam een verwijzing naar Zaanstreek en de herkomst van de supermarkt Albert Heijn. 
De productie van de kaas wordt geregeld door het bedrijf Royal A-ware, gevestigd in de Lopik in de  provincie Utrecht. Zaanlander kaas zelf wordt geproduceerd door Zuivelfabriek De Graafstroom in Bleskensgraaf. De kaas wordt verder gerijpt, versneden en verpakt door Bouter Cheese, onderdeel van Koninklijke A-ware food group met vestigingen in Culemborg en Woerden. De ingrediënten voor het recept van Zaanlander worden geleverd door bedrijven uit Nederland, Duitsland, België en Frankrijk.
In het winterseizoen 2020-'21 werd Zaanlander sponsor van de Nederlandse dames- en herenlangebaanschaatsploeg, die onder leiding stond van Jillert Anema. Sinds 2022 is de bovengenoemde Zuivelfabriek De Graafstroom subsponsor van deze schaatsploeg.